# Rainer Spiecker

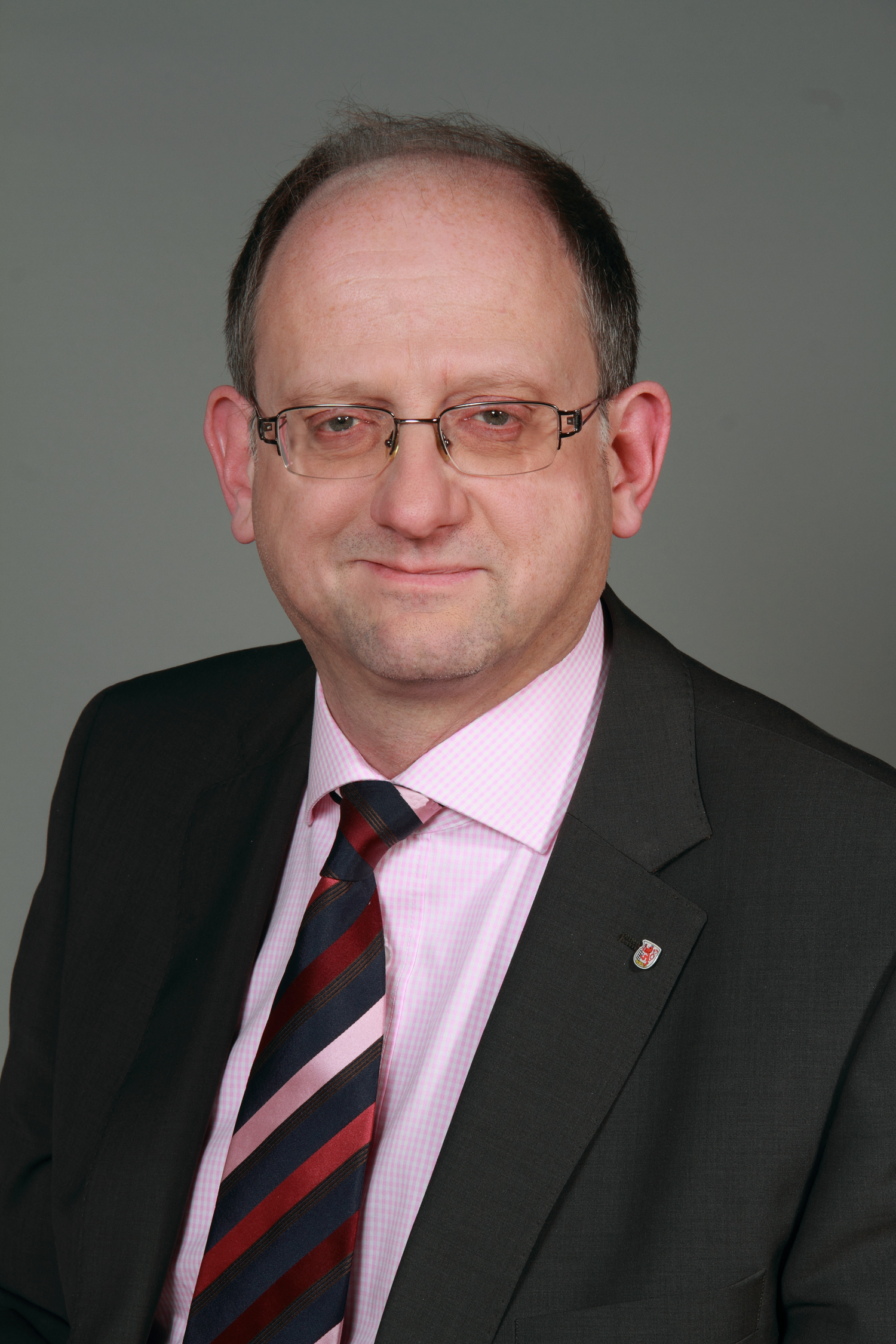
Rainer Spiecker (2013)

Rainer Spiecker (* 30. Juli 1961 in Wuppertal) ist ein deutscher Textilunternehmer und Politiker (CDU). Von 2012 bis 2017 und von 2021 bis 2022 war er Abgeordneter im Landtag Nordrhein-Westfalen.

## Leben
Rainer Spiecker absolvierte nach der Mittleren Reife eine Lehre zum Konditor und später die Meisterprüfung. Er wechselte dann in die Textilbranche und leitet seit 2000 ein Familienunternehmen in dieser Branche.

## Politik
Rainer Spiecker trat mit 15 Jahren in die Junge Union und später in die CDU ein. Er gehört seit 1994 dem Rat der Stadt Wuppertal an. Bei der Landtagswahl in Nordrhein-Westfalen 2012 errang er über die Landesliste seiner Partei ein Mandat. Er war handwerkspolitischer Sprecher seiner Landtagsfraktion und kooptiertes Mitglied im Landesvorstand der Mittelstandsvereinigung der CDU. 2017 verpasste er bei der Landtagswahl zunächst den Wiedereinzug in den Landtag. Die CDU stellte ihn für die Bundestagswahl 2017 im Wahlkreis Wuppertal I auf, er unterlag jedoch dem SPD-Konkurrenten Helge Lindh.
Nach der Kommunalwahl 2020 wurde Spiecker vom Rat der Stadt Wuppertal zum Bürgermeister gewählt, er ist damit Stellvertreter des neuen Oberbürgermeisters Uwe Schneidewind.
Am 3. November 2021 rückte er für Armin Laschet in den Landtag nach. Bei der Landtagswahl 2022 verpasste er im Wahlkreis Wuppertal I das Direktmandat und schied aus dem Landtag aus.